# آل بن علي
ال بن علي هي إحدى كبريات القبائل العربية الخليجية الكثيرة العدد إلى حد ما، ويسكن أفراد هذه القبيلة في كافة دول الخليج العربي، حيث ترجع أصول آل بن علي إلى قبيلة سليم (بنو سليم)، فقد وصف لوريمر آل بن علي على أنهم قبيلة تتكون من عدة فروع كلا منها يشكل «قبيلة» وحدث بين هذه القبائل نوع من التآخي حيث أنه يتفق مع ما جاء به مؤرخ آل بن علي راشد بن فاضل آل بن علي، وكذلك يذكر أن أسر معاضيد آل بن علي وحدها باستثناء باقي أفراد القبيلة ترفع أعلاما فوق قواربهم ذات شكل مميز بخمسة خطوط حمراء متبادلة مع خمسة خطوط بيضاء ويسمى هذا العلم بالعلم «السليمي» كما تسمى القبيلة باسم آخر وهو آل سليم.

## أقسام القبيلة
بطون وأفخاذ وفروع قبيلة آل بن علي في الخليج العربي
بطن آل سالم:
آل بن طريف (فخيذة):
- آل بن طريف (الفرع)، انقطعت ذريتهم منذ العقد الأول من القرن العشرين.
آل لحدان (فخيذة):
- آل صباح (الفرع)، وهم في البحرين والكويت والسعودية والإمارات.
- آل إبراهيم (الفرع)، وهم في البحرين والكويت والسعودية.
- آل إرحمة (الفرع)، انقطعت ذريتهم.
آل غنام (فخيذة):
- آل سالم (الفرع)، انقطعت ذريتهم.
- آل جابر (الفرع)، انقطعت ذريتهم.
- آل عسيلي (الفرع)، وهم في البحرين.
آل سلامة (فخيذة):
- آل سلامة (الفرع)
آل مقبل (فخيذة):
- آل فاضل (الفرع)، وهم في السعودية.
- آل هتمي (الفرع)، وهم في قطر.
- آل سيف (الفرع)، وهم في البحرين.
- آل أحمد (الفرع)، وهم في البحرين وقطر.
آل عمرو (فخيذة):
ومنهم آل سنان وفروعها إلى التالي:
- آل مبارك (الفرع)، وهم في البحرين وقطر والكويت والسعودية.
- آل عمرو بن سنان (الفرع)، انقطعت ذريتهم.
آل خنفر (فخيذة):
وهم في البحرين وقطر والكويت والسعودية إلا آل ديين في الكويت فقط
- آل راشد (الفرع).
- آل مقبل (الفرع).
- آل سلامة (الفرع).
- آل عبد الرحمن (الفرع).
- آل عبد الله (الفرع).
- آل خنفر بن أحمد (الفرع).
- آل جراح (الفرع).
- آل غانم (الفرع).
- آل ديين (الفرع) في الكويت فقط
آل جديع (فخيذة):
- آل سند (الفرع)، وهم في البحرين.
- آل مالك (الفرع)، وهم في البحرين والسعودية.
* آل تراجمة (بن تريم) (فخيذة):
- آل تريم (الفرع)، وهم في البحرين.
- آل حديد (الفرع)، وهم في البحرين والكويت والسعودية.
آل حمد (فخيذة):
- آل حمادة (الفرع)، هم في البحرين والسعودية.
- آل ناصر (الفرع)، وهم في السعودية.
- آل عبد الرحمن (الفرع)، وهم في السعودية.
- آل صقر (الفرع)، وهم في البحرين والإمارات.
- آل حسين (الفرع)، وهم في البحرين.
- آل جابر (الفرع)، وهم في قطر.
- آل سلامة (الفرع)، وهم في الكويت فقط.
بطن آل شظيب:
* آل درباس (فخيذة):
- آل نصر (الفرع)، وهم في البحرين والسعودية وقطر.
- آل عمرو (الفرع)، وهم في الكويت فقط.
آل بوطامي (فخيذة):
- آل حجر (الفرع)، وهم في قطر فقط.

## تاريخ آل بن علي
آل بن علي في وسط وشمال الخليج:
تواجد آل بن علي في جزر البحرين إلى عام 1701 م وهو يعتمد على كتاب «تاريخ البحرين السياسي» لفائق طهبوب، وكذلك يورد حجج ملكية لبعض أفراد آل بن علي لنخيل والبساتين في البحرين تعود لعام 1111هـ /1699م حيث كانت البحرين يومها تحت حكم قبيلة الحرم، ثم يذكر ما جاء في إحدى الوثائق العثمانية عن هجرة العتوب إلي البصرة وثم استقرارهم في القرين «الكويت»، ويذكر حافظ وهبه سكنى العتوب في الكويت كان في سنة 1716م.
أما صاحب كتاب «آل بن علي العتوب» فيذكر أن تاريخ عودة آل بن علي إلى الزبارة والحويلة والفويرط والفريحة كان في عام 1756م، يذكر تخلف بعض الأسر من آل بن علي في الكويت وهم آل عمرو بن درباس وبعض آل ديين وآل سلامة
آل بن علي في جزيرة قيس:
لقد ذكر الكثير من المؤرخين انتقال آل بن علي من جزيرة قيس الواقعة في الجنوب الشرقي من الخليج العربي إلى قطر وتحديدا في عام 1843م، حيث يقول ج.ج لوريمر «انه في خريف سنة 1843م نقل عيسى بن طريف حليف الشيخ محمد من آل علي مقر إقامته من جزيرة قيس إلى الدوحة في قطر، ورحبت السلطات البريطانية بهذا الانتقال لأنه نقل احتمال قيام الحرب إلى الخط المانع الذي يمكن أن يشبع على أرضه رغبة القتال في ظروف معينة. وأيضا لأن انتقاله هذا قد انتزع الدوحة من أيدي شيخ قبيلة السودان التي كانت قد أدمنت القرصنة واشتغلت بها أكثر من اشتغالها بالحرب النظامية».
وقد ذكر النبهاني أن آل بن علي سكنت جزيرة قيس قرب ساحل فارس. حيث أنهم ظعنوا من البحرين مغاضبين لحكامها. ويذكر انتقالهم من جزيرة قيس إلى قطر بعد أن تلقوا رسالة من الشيخ محمد بن خليفة يستقدمهم لمناصرته في حربة ضد عم أبية الشيخ عبد الله بن أحمد.
وقد جاء في كتاب صهوة الفارس أن الشيخ عيسى بن طريف حكم جزيرة قيس بعد وفاة والده وأستمر حكمه حتى أيام حكم الشيخ جبارة بن محمد النصوري حاكم قبيلة بني خالد، وعلى أثر الخلاف الذي وقع بينه وبين الشيخ جبارة بن محمد، انتقل الشيخ عيسى بن طريف إلى أمارة قطر مع عائلته سنة 1258هـ/1843م واستقر هناك وعاد حكم الجزيرة إلى شيخ جارك الشيخ حسن بن علي بن خلفان.
آل بن علي من البحرين إلى دارين:
لقد اعتمدت تنقلات آل بن علي من وإلى البحرين على الظروف السياسية التي تمر بها البحرين من الحين إلى الآخر. فهي دائما تكون مركز لتجمع هذه القبيلة ولكن بعد ما حدث بين الشيخ سلطان بن سلامة وحاكم البحرين من خلافات في سنة 1312هـ _ 1895م والتي انتهت بمقتل الشيخ سلطان أخر شيوخ القبيلة، غادر أغلب أفراد هذه القبيلة البحرين وسكنوا قطر واستقروا بها عدة سنوات، ولكن الحال لم يدم طويلا ففي عام 1329هـ وبعد فرض شيخ قطر ضريبة الغوص على أهل قطر مما أدى إلى تذمر الكثير من قبائل قطر ومغادرتها وكان من أبرزها قبيلة آل بن علي حيث سكنوا في جزيرة دارين.

## وقائع آل بن علي ودورهم السياسي في تاريخ الخليج العربي
تعتبر الفترة من سنه 1730 إلى سنه 1750 من أكثر الفترات إطرابا في تاريخ جزر البحرين السياسي حيث كانت الجزيرة تحت سيطرة قبيلة الحرم الحاكمة في نابند قبل عام 1730م وقد استطاع الشيخ جبارة النصوري انتزاع الجزيرة منهم، ولكن الأمر ما كاد أن يستقر لشيخ جبارة حتى نظم نادر شاه حملة بقيادة لطيف شاه لسيطرة على البحرين وقد وفق لطيف شاه واستطاع فرض سيطرة نادر شاه على البحرين سنة 1736 م إلا أن فترة الحكم الفارسي على البحرين لم تدم طويلا. فعند مقتل نادر شاه تمكنت قبيلة آل حرم، التي تسكن منطقة النابند من بسط سلطتها التامة على الجزيرة مره أخرى. وقد استمرت سيطرة قبيلة الحرم على الجزيرة حتى 1750م تقريبا عندما استطاع شيخ بو شهر الشيخ ناصر بن مذكور شيخ المطاريش بالتحالف مع مير نصر الزعابي شيخ بندر ريق من إرسال حملة استطاعت السيطرة على الجزيرة لبعض الوقت، وكان شيخ بو شهر أحد أعداء قبائل جنوب الخليج. وهو من أكثر المخلصين لبلاد فارس تحت حكم نادر شاه. وينتمي الشيخ ناصر إلى قبيلة المطاريش وهي قبيلة من أصل عماني سنية المذهب ولكن عائلة الشيخ ناصر تحولت بعقيدتها إلى المذهب الشيعي لتنال رضا الحكام الفرس. وقلما ساعدهم ذلك في المحافظة على صداقتهم مع العرب السنيين في منطقة الجنوب. ولكن نظرا للهجوم الذي قام به قايد هيثر حاكم جنافة على بندر ريق معقل مير نصر بداء هذا التحالف بالضعف مما أعطى الفرصة لآل حرم في أبقاء سيطرتهم على الجزيرة.
ولكن آمل الشيخ ناصر لم تتبدد، فقد استطاع من عقد حلف جديد مع عتوب الكويت. وكانت هذه القبيلة قد برزت حديثا في أحداث الخليج البحرية، إذ تملك عددا من السفن الصغيرة كما كان لديها عدد كبير من القوة البشرية. إلا أن سفنها تلك لم تكن مجهزة بصورة حسنة للحرب. ولكن كانت وعود الشيخ ناصر لهم بتأمين حرية الصيد في مغاصات اللؤلؤ في البحرين مغرية. وكانوا أعداء قدماء لقبيلة الحرم وباقي القبائل في السواحل الشرقية للخليج العربي الذين تمكنوا بمعداتهم المتفوقة من إعاقة توسع العتوب في تجارتهم. وكان الشيخ ناصر أفضل تجهيزا من حيث المعدات من العتوب حيث كان لديه بقايا من الفرقة الغربية من أسطول نادر شاه، ولقد حصار الشيخ ناصر وحلفه الجديد جزيرة البحرين بواسطة أربع سفن وقد قاوم الحرم ومعهم بعض شيوخ النصور والملا على شاه شيخ بندر عباس حيث خرج آل حرم من قلعتهم وهاجموا مأتيين من رجال شيخ بو شهر وقتلوهم جميعاً.
ولكن بعد ست شهور من المحاولة الأولى وبعد فقدان ثلاث أرباع رجاله استطاع الشيخ ناصر إقناع قبيلة النصور القوية بالانفصال من التحالف. ويبدو أن هناك عدة عوامل ساهمت على خروج النصور من هذا الحلف ومن أهمها أن النصور أنفسهم كانت لديهم مطالبهم الخاصة في الجزيرة قبل عام 1736م. وقد تعلق الأمر بمبلغ كبير من المال يدفعه الشيخ ناصر لقبيلة النصور وكذالك كان عليه أن يدفع مستقبلا دفعة سنوية كبيرة من عائدات رسوم الجزيرة، وبمساعدة من العتوب ومن الشيخ حاتم النصوري، تمكن الشيخ ناصر بن مذكور أخيرا من الحصول على الجزيرة لتنتهي سيطرت قبيلة آل حرم عليه.
آل بن علي ودورهم في كسر شوكة الشيخ نصر آل مذكور والتمهيد إلى فتح البحرين:
يذكر لنبهاني أنه بعد توطيد حكم الشيخ خليفة بن محمد بن خليفة على الزبارة شرع بعض عشيرته بالاشتغال بالتجارة فكانوا يأتون البحرين بقصد التجارة، ويذكر سوء المعاملة التي كانوا يتعرضون لها من أهل البحرين ويرجع لذلك لأسباب طائفية صرفة.
ثم يذكر اعتداء أهل ستره على خدم ال خليفة جاءوا إلى البلدة لشراء جذوع النخيل فأدى ذلك إلى وقوع قتال يبن خدم آل خليفة والبحارنة كانت نتيجته قتل خادم لآل خليفة يسمى إسماعيل. فغضب أهل الزبارة جميعا ثم أنهم أرسلوا إلى البحرين أناسا مسلحين في سفينة صغيرة للأخذ بثأر المقتول. فساروا إلى سترة وتقابلوا مع رهط القاتلين حتى تمكنوا من قتل غريمهم. ولكن بعد أن قتلوا معه نحو خمسة أشخاص ولم يقتل من أهل الزبارة فعظمت المصيبة على أهل ستره فتجمهروا واشتكوا إلي الشيخ نصر أل مذكور فجهز لهم السفن مشحونة بجيش عظيم وتولى القيادة بنفسة وسار نحو قطر وحاصروا الزبارة. وطلبوا من أهلها سبي نسائهم وأطفالهم وخدمهم جميعا وإلا وضعوا فيهم السيوف، فعظمت المصيبة على أهل الزبارة واستكبروا هذه الشروط وخرجوا إلى الميدان القتال بعد أن أبقوا شرذمة من الرجال عند النساء والأطفال وأمروهم بقتل النساء والأطفال إن هم هزموا لكي لا يقعوا في أيدي رجال آل مذكور، وتقابل الجمعان وكان رئيس الزبارة وكيل حاكمها الشيخ أحمد بن محمد (لغياب أخيه الحاكم في الشيخ خليفة في الحج). ويذكر ما قام به أهل فريحة وهم فخيذة من آل بن علي في مساعدة آل خليفة وهزيمة قوم نصر المذكور وفرارهم إلى بو شهر. ويذكر تصغير أهل البحرين اسم الشيخ نصر وسموه (نصور) وعرفت هذه الأحداث بوقعة نصور وكان ذلك في 1197هـ. ويذكر استيلاء آل بن سلامة من آل بن علي على سيف الشيخ نصر الذي أهداه أعقابهم إلى حاكم قطر الشيخ عبد الله بن قاسم سنة 1332هـ.
آل بن علي وفتح البحرين:
بعد هزيمة آل مذكور في قطر أنتقل الشيخ ناصر إلى بو شهر مباشرة وترك البحرين في حالة من الفوضى وعدم الاستقرار. وأرسل الشيخ ناصر رسالة يبلغ فيها ابنة الذي تركة مسؤلا على البحرين يبلغة بنبأ هزيمتهم ويطلب منه الصمود في موقعة. لكن الرسالة وقعت في قبضة أسطول من ستة زوارق كبيرة أرسلها العتوب في الكويت لنصرة عتوب الزبارة فغير الأسطول وجهته وأغار على المنامة، أضرم النيران فيها وحاصر الحامية الإيرانية في القلعة، ولحق بالعتوب الشمالين هؤلاء في البحرين باقي عتوب الزبارة والرويس وكذلك لحقت بهم فرق أخرى من مختلف قبائل قطر من بينهم آل مسلم من الحيلة، وآل بن علي من الفويرط، وآل سودان من الدوحة، وآل بو عينين من الوكرة، والقبيسات من خور حسان، وآل سليط من الدوحة، والمنانعة من أبو ظلوف، والسادة من داخل قطر.
أم سوية ومقتل عيسى بن طريف: (خراب الدوحة الأول)
وبعد استقامة الأمور في البحرين للشيخ محمد بن خليفة سنة 1258هـ أظهر الشيخ عيسى بن طريف رئيس قبيلة آل بن علي رغبته في ولاية قطر وعرض بذلك أمام الشيخ محمد فولاه عليها على كره منه ونزولا لإرادة اخيه الشيخ علي وذلك لعدم اطمئنانه لنويا الشيخ عيسى بن طريف. فتوجه الشيخ عيسى نحو قطر وأقام بعشيرته في الدوحة وكان ذلك في نهاية 1259هـ وبعد مضي خمس سنوات على ولايته أعلان إستقلالة بقطر وأخذ يجمع العشائر للحرب فلبت طلبه جميع عشائر تلك الجهة ماعدا (قبيلة النعيم) فجهز تلك العشائر. بعد أن أرسل إلى أبناء الشيخ عبد الله المقيمين في (الدمام) يستقدمهم إليه لإتمام مشروعه فأتاه منهم (الشيخ مبارك بن عبد الله) يقود جيشا من بني هاجر فاشتد عزمه على مهاجمة البحرين. وأرسل (إخطارا) إلى حاكم البحرين أغلظ فيه القول ومما جاء فيه أنه قال: يلزم عليكم أن تردوا (أملاك وأموال) الشيخ مبارك المغصوبة منه في (ستره) وإلا (شققت شقا لا يرفا) فعلم الشيخ محمد بن خليفة مرمى كلامه وفهم بأن ذلك (إعلان للحرب) وأرسل الكتاب مع الرسول إلى أخيه الشيخ علي بن خليفة. فقال الشيخ علي لرسول عيسى بن طريف لما مثل بين يديه قل لصاحبك: (إن الدم هو الذي يرفو ذلك الشق) فحشد الشيخ محمد جنوده ووجهها نحو قطر تحت قيادة أخيه الشيخ علي وسار المذكور حتى نزل في (المرونة) وهو موضع في الجهة الشرقية من قطر .وكان لما امتنعت قبيلة النعيم من الانخراط في جيش ابن طريف تهديدها بالحرب وشدد عليها الطلب في الانضمام معه. فأرسل رئيسها إلى الشيخ محمد حاكم البحرين يستغيث به وستنجده على ابن طريف. ففي الحال توجه الشيخ محمد في خاصة رجاله إلى قطر ونزل فورا عند قبيلة النعيم ووجدها مستعدة للحرب.فلما بلغ عيسى بن طريف وصول الشيخ محمد قطر خشي من اجتماع جيشه بجيش أخيه الشيخ علي فيعسر عليه ملاقاتهما. فبادر هو بالزحف نحو الشيخ محمد بجموعه المؤلفة من قبيلة المناصير ومعه الشيخ مبارك بن عبد الله يقود جموع بني هاجر. وفي 9 ذي الحجة عام (1264) التقى الفريقان على ماء يسمى (أم سوية). وتقاتلا قتالا شديدا انتهى بمقتل عيسى بن طريف وهزيمة جيوشه.
آل بن علي ووقعة الزبارة:
سكان آل بن علي الزبارة وقد أثار هذا حفيظة شيخ البحرين ومن ورائه بريطانيا التي أبلغت جاسم بن ثاني بعد رغبتها بقيام محله لآل بن علي في الزبارة، فتجاهل جاسم بن ثاني وسلطان بن سلامه رغبة الإنجليز وطلبوا الحماية من الأتراك العثمانيين، حيث أنهم أرسلو إلى متصرف نجد في الأحساء «إبراهيم فوزي باشا» وطلبوا منه العلم العثماني فأرسل لهم الراية العثمانية مع مرسوم خاص. وقد قام بزيارة الزبارة وشهد قيام المحلة التي ستصبح فيما بعد مركزا للسيادة التركية في قطر. 
عندئذ طلبت بريطانيا من الباب العالي التدخل لإيقاف قيام هذه المحلة، فكان الرد التركي واضح بتعين مدير تركيا جديدا على مدينه الزبارة والذي أعلن بدوره أن البحرين على وجه العموم وقطر خصوصا ولايتان تابعتان للإمبراطورية العثمانية، وأن قبيلة آل بن علي من رعايا تركيا، ورأت بريطانيا إنهاء للمشكلة أن تعود قبيلة آل بن علي إلى البحرين، ولما رفض الشيخ سلطان عودتهم تدخلت بريطانيا بأسطولها لإعادة القبيلة على البحرين بالقوة وتمكنت من الاستيلاء على مجموعة من قوارب آل بن علي فرغب آل بن علي في الصلح مع حاكم البحرين والعودة إليها فأرسلت بريطانيا مجموعة من السفن فنقل آل بن علي إلى البحرين، فرفض المدير التركي هذه الرغبة واحتجز بعض قواربهم ليمنعهم من العودة إلى البحرين، وزاد الأمر خطورة استعدادات جاسم بن ثاني لغزو البحرين ، وفي الوقت نفسه كان المتصرف التركي في الاحساء يعد قوة في القطيف ادعى أنها موجهة إلى نجد وظهر خطر ذلك واضحا أمام الحكومة البريطانية فتدخلت بالقوة لحسم الموقف ومنع أي غزو على البحرين بينما كان بسيادة تركيا في الخليج، وفي أغسطس من عام 1895م وجه المتصرف التركي انذار إلى المعتمد البريطاني ينذره بان أهل قطر مصرون على غزو البحرين وأنه لا يستطيع أن يمنعهم ويطلب أن ينقل رعاياه من البحرين خلال سبعة عشر يوما من تاريخ الإنذار وان يرد السفن المسلوبة من آل بن علي، ومضت فترة الإنذار التركي والأمور تسير من سيئ إلى أسوء حتى انتهت فترة الإنذار ففتحت بريطانيا نيرانها على القوارب الزبارة فحطمت أربعة واربعون قاربا وأسرت مائة وعشرون وعلى اثر هذا الهجوم فر المدير التركي، ولجئ قاسم بن ثاني لصلح مع القائد بيللي وتفقأ على ضرورة عودة آل بن علي إلي البحرين فعاد أكثر آل بن علي إلى البحرين، وبقي الشيخ سلطان بن سلامه في قطر لعدم اقتناعه بهذا الصلح ورأى الذهاب إلى الوالي العثماني في البصرة لطلب المساعدة ، ولكنه قتل في الطريق وتحديدا في راس تنورة على يد بعض الرجال من قبيلة العمامرة.